# Boorooma (Nueva Gales del Sur)
Boorooma es un suburbio de Wagga Wagga, Nueva Gales del Sur, Australia, ubicado en el norte de la ciudad, más allá de las llanuras aluviales del río Murrumbidgee. La localidad es vecina al sur de la Universidad Charles Sturt, que de hecho se conoce como 'Campus Boorooma' y está ubicada directamente al este del suburbio de Estella y al norte de la Autovía Olímpica. Boorooma está experimentando progresivamente una transición de asignaciones de tipo residencial rural a usos residenciales urbanos más intensivos. Boorooma también alberga el Vianney College Seminary y el Riverina Anglican College, y tiene un terreno dividido en zonas para un futuro centro comercial.
Las calles de Boorooma llevan el nombre de "identidades deportivas australianas notables", como Messenger Ave en honor a Dally Messenger y Bradman Drive en honor a Don Bradman.